# Mitchell Starc
Mitchell Aaron Starc (Nueva Gales del Sur, 30 de enero de 1990) es un jugador de críquet australiano. Juega en la first class con el equipo New South Wales, en la Twenty20 con el equipo Sydney Sixers y también juega en la selección australiana.
Fue partícipe en la victoria del conjunto australiano en la Copa Mundial de Críquet de 2015, celebrada en la misma Australia. Starc fue premiado como el 'Jugador del Torneo' debido a sus actuaciones consistentes. En este mundial, Mitchell Starc anotó 49 wickets que, lo convierten en el quinto mayor wicket-taker de la historia del torneo.
El 15 de noviembre de 2015, Starc realizó la entrega más rápida registrada en un partido. La marca fue de 160.4 km/h, y fue lanzada contra el neozelandés Ross Taylor.
El 30 de diciembre de 2016, en el Boxing Day Test contra Pakistán, Starc rompió el récord de Andrew Symonds de la mayor cantidad de seises en el MCG en una entrada, llegando a 7 seises.
En noviembre de 2017, se convirtió en el primer lanzador en hacer un triplete en cada entrada de un partido de la Sheffield Shield, mientras jugaba para New South Wales contra Western Australia.
Es el hermano mayor del saltador olímpico australiano Brandon Starc.

## Competiciones domésticas
Desde muy pequeño que Starc comenzó a practicar críquet. Fue jugador representativo de la Northern Districts Cricket Association (NDCA) y asistió a la Escuela Secundaria Homebush Boys, en representación del equipo de cricket de primer grado de la escuela.

### New South Wales
En 2009, logró debutar con el New South Wales, el equipo de su estado natal. Tras unas excelentes presentaciones contra el Western Suburbs y brillantes apariciones en el New South Wales 2nd XI, fue ascendido y remplazó al jugador Aaron Bird para el partido final de esa temporada. En ocho juegos de la Sheffield Shield 2009-10, hizo un half-century y se llevó 21 wickets.
En 2019, Starc mantuvo su dominio a nivel internacional al batir récords en el torneo australiano One Day, que se produjo debido al aplazamiento de la gira de Australia por Bangladés. 26 wickets de seis partidos con un promedio de 8.12 y una tasa de strike de 12.3. Starc fue nombrado Jugador del Torneo, mientras que el New South Wales consiguió el primer lugar en dicho evento.

### Carrera en la IPL y en la BBL
En 2012, Starc fue fichado por los Sydney Sixers para la temporada inaugural de la Big Bash League (BLL) y para la Champions League T20, celebrada en Sudáfrica. Con él en el plantel titular, los Sixers ganaron el torneo y Starc terminó como el tercer mayor wicket-taker de la BBL 2012-13, con 13 en seis partidos. Esa temporada, Mitchell fue premiado con el 'CLT20 XI', premio otorgado por ESPN Cricinfo.
En la Indian Premier League (IPL) de 2014, Starc fue comprado por el Royal Challenger Bangalore y rápidamente convirtió en el lanzador clave del equipo en la edición IPL 2015. Después de perderse el comienzo del torneo con una lesión, regresó y continuó con sus buenas actuaciones. Su temporada fue muy positiva, recibiendo así el 'IPL XI' de ESPN Cricinfo.
Después de perderse la edición 2016 de la Indian Premier League, Mitchell Starc se separó de Royal Challengers Bangalore para poder así enfocarse en el críquet a nivel internacional, por lo que el Royal Challengers Bangalore obtuvo una suma de 5 millones de rupias en la subasta de IPL 2017. En la subasta de la IPL de 2018, el Kolkata Knight Riders (KKR) lo compró por 9,4 millones de rupias, sin embargo, el 30 de marzo, Starc sufrió una lesión que lo dejó fuera de toda la temporada. Finalmente, Starc fue liberado de KKR el 14 de noviembre de 2018.
Starc, junto con muchos otros lanzadores australianos, no se inscribieron a la Subasta IPL 2019 para centrarse en la Copa Mundial de Críquet de 2019. A pesar de esta iniciativa, Australia fue eliminada por el anfitrión del torneo, Inglaterra.

## Carrera internacional

### Primera convocación internacional
Después de una serie de lesiones por varios lanzadores australianos, Starc entró como reemplazo tardío de Josh Hazlewood para su gira por India, a fines del 2010. Más tarde y tras una lesión Doug Bollinger, Starc junto con otros jugadores quedaron compitiendo por un lugar en el equipo titular. Tras un descarte, los elegidos fueron Peter George y James Pattinson pero, una lesión de este último, Starc fue convocado. A pesar de lograr su primera convocación internacional, Starc no bateó ni defendió en aquel One Day International (ODI) contra la selección de la India, partido que se llevó a cabo en Visakhapatnam en octubre de 2010.

### Debut en la selección
Starc logró hacer su debut formal el 1 de diciembre de 2011, en la primera de dos pruebas contra Nueva Zelanda, en Brisbane. En aquel partido logró tomar dos wickets, cosa que logró repetir en el segundo partido en Hobart. Tras su debut, el cuerpo técnico lo dejó fuera del plantel nombrado para el primer encuentro de la segunda serie, esta vez fue contra India. Fue llamado para la tercera serie en el Western Australian Cricket Association (WACA Ground) en lugar del spinner Nathan Lyon. Aquel partido, Mitchell logró tomar cuatro wickets. 
En la serie de pruebas en India en 2012-13, se quedó a solo una carrera por debajo de una 'Test Ton' en el encuentro inaugural. Durante el tercer encuentro de la serie Border-Gavaskar 2012-13 en India, Starc se convirtió en el primer bateador número 9, 10 u 11 en sobrevivir 100 bolas en ambas entradas.
Por sus actuaciones, fue nombrado en el 'T20I XI' del 2012, nombrado por ESPN Cricinfo. Además, Mitchell Starc figuró en el 'Equipo del Torneo' de la Copa Mundial T20 2012, listado llevado a cabo por la CPI..
Starc fue seleccionado para jugar en la tercera prueba de la gira por Sudáfrica en 2012-13. A pesar de una muy buena actuación por parte de Mitchell, Australia perdió el partido. Aunque Starc mostró un buen rendimiento, descansó esa fecha a favor de Jackson Bird, que logró hacer su debut en el Boxing Day Test contra Sri Lanka. Ambos serían seleccionados para la Prueba de Sydney una semana después.

### Copa Mundial de Críquet de 2015
Mitchell Starc fue convocado para el Mundial del 2015, que fue celebrado en su país natal. Tras un gran rendimiento por parte de Australia en el certamen, el equipo se alzó victorioso con un 186/3 a 183 ante rival Nueva Zelanda, el 29 de marzo de 2015. Starc fue premiado como el 'Jugador del Torneo'.
Starc se convirtió en el principal wicket-taker en todas las formas de cricket de first class e internacional para la temporada 2014-15 con 60 wickets, incluido el principal en la Copa Mundial de Cricket 2015 (22 wickets con un promedio de 10.0 y una economía tasa de 3.5), después de haber jugado un partido menos que el neozelandés Trent Boult.
Fue nombrado en el 'Equipo del Torneo' para la Copa Mundial del 2015 por la CPI. También hizo aparición en el 'Equipo del torneo' de ESPN Cricinfo y Cricbuzz.
Por sus actuaciones en 2015, fue nombrado en el 'World ODI XI' de la CPI y fue nombrado en el 'ODI XI' del año 2015, realizado por ESPN Cricinfo.

### Grandes actuaciones y más premios
En el segundo partido de prueba de la gira de Australia de 2016 por Sri Lanka, Starc tomó su puesto de prueba número 100. 
Por sus actuaciones en 2016, fue nombrado en el 'World Test XI' por el ICC y por ESPN Cricinfo. Ganó la Medalla 'Allan Border' en 2017 al mejor lanzador por su actuación con el balón contra Sri Lanka en 2016. Por sus actuaciones en 2016, fue nombrado como 'World ODI XI' tanto por ICC como por ESPN Cricinfo.
Alcanzó las 1,000 carreras en el torneo Border-Gavaskar 2016-17, cuando Australia se enfrentó contra India. Con esto, se convirtió en el decimocuarto jugador de cricket australiano en tomar más de 100 wickets y anotar más de 1,000 carreras en el cricket de prueba. 
Por sus actuaciones en 2017, fue nombrado en el 'World Test XI' por el ICC.
En el primer partido de prueba de la gira de Australia de 2018 por Sudáfrica, ganó el premio al 'Hombre del partido'. En abril de ese mismo año, Cricket Australia le otorgó un contrato nacional para la temporada 2018-19.
Hizo 13 wickets en el Border-Gavaskar 2018-19 contra India y en la siguiente serie de partidos contra Sri Lanka, fue pieza fundamental para establecer la victoria, anotando 13 wickets.

### Copa Mundial de Críquet de 2019
En abril, fue incluido en el equipo titular de Australia para el mundial del 2019.
En el partido de Australia contra las Indias Occidentales, Starc se convirtió en el lanzador más rápido (en términos de número de partidos) en tomar 150 wickets en ODI, haciéndolo en su septuagésimo séptimo juego, lográndolo un partido más rápido que Saqlain Mushtaq, quien lo hizo en 78. Australia ganó el partido por 15 carreras, con Starc terminando en 5/44 en sus 10 overs.
A pesar de la derrota en semifinales, Starc terminó el torneo con 27 dismissals, que es el récord histórico de wickets individuales en un solo mundial.
En julio de 2019, fue nombrado en el escuadrón de Australia para la Ashes Series de 2019 en Inglaterra. A pesar de esto, solo jugó un partido (donde logró hacer 4 wickets en dos entradas) ya que Australia eligió cambiar a sus jugadores rápidos en el transcurso de la serie.

## Vida personal
En 2015, Starc se comprometió con la jugadora de críquet australiana Alyssa Healy, que fue su pareja desde el año 2008. Finalmente se casaron el 15 de abril de 2016.
Starc y Healy son la tercera pareja casada en jugar cricket profesional, después de Roger y Ruth Prideaux, quienes representaron a Inglaterra en la década de los 50s y 60s, así como Guy y Rasanjali de Alwis, quienes representaron a Sri Lanka en las décadas de los 80s y 90s.
Starc es seguidor de los Greater Western Sydney Giants, equipo perteneciente a la AFL.